# Lekkoatletyka na Letnich Igrzyskach Olimpijskich 1952 – bieg na 110 m przez płotki mężczyzn
Bieg na 110 metrów przez płotki mężczyzn podczas XV Letnich Igrzysk Olimpijskich w Helsinkach rozegrano 23 (eliminacje) i 24 lipca 1952 (półfinały i finał) na Stadionie Olimpijskim w Helsinkach. Zwycięzcą został reprezentant Stanów Zjednoczonych Harrison Dillard, który w finale ustanowił rekord olimpijski uzyskując czas 13,7 s.

## Rekordy

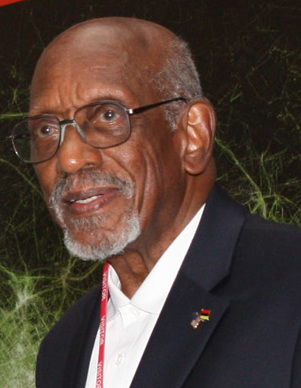
Harrison Dillard

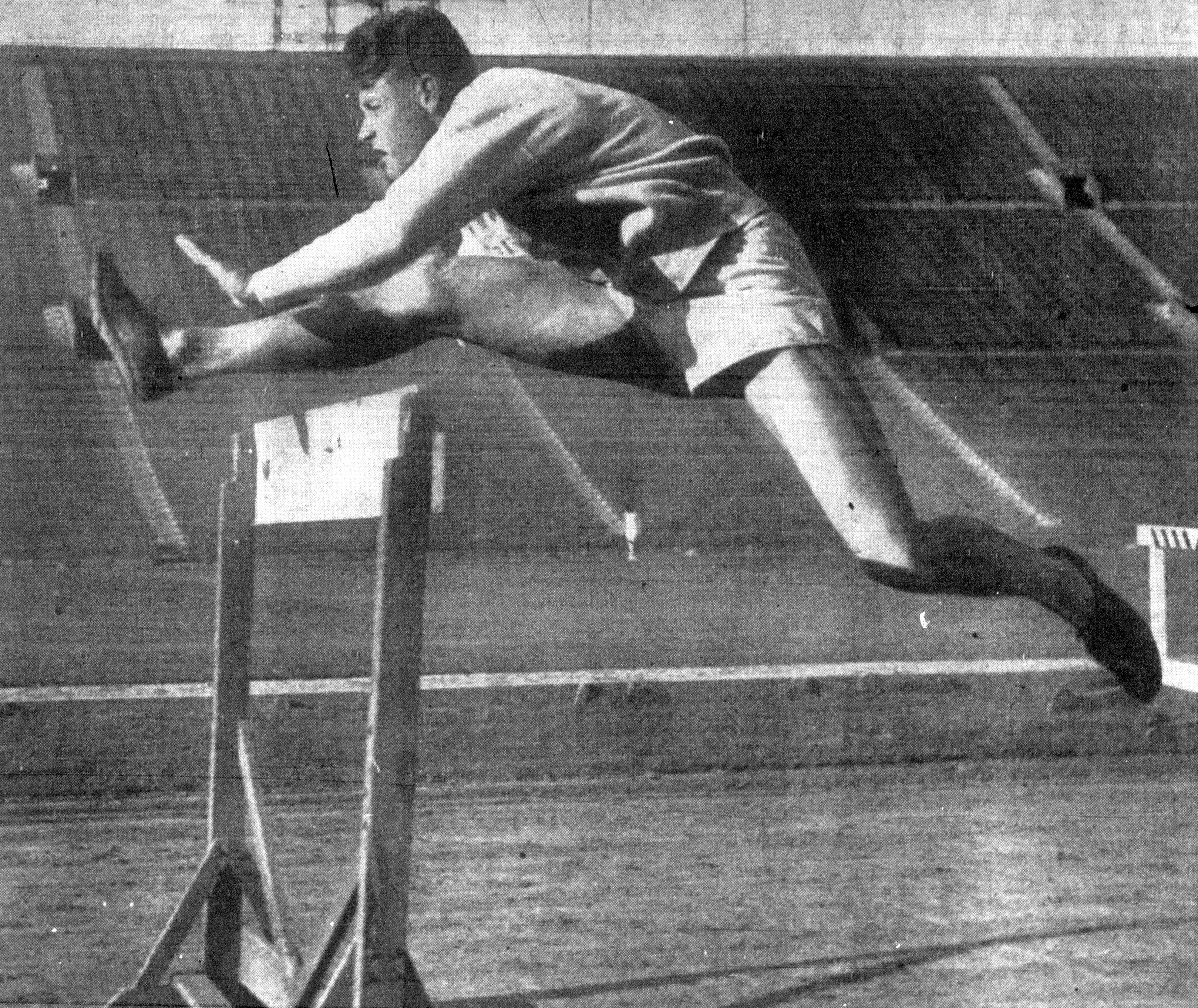
Arthur Barnard

|                   | Zawodnik       | Narodowość        | czas | data                 | miejsce  |
| ----------------- | -------------- | ----------------- | ---- | -------------------- | -------- |
| Rekord świata     | Dick Attlesey  | Stany Zjednoczone | 13,5 | 10 lipca 1950(dts)   | Helsinki |
| Rekord olimpijski | William Porter | Stany Zjednoczone | 13,9 | 4 sierpnia 1948(dts) | Londyn   |

## Wyniki
| Poz. - pozycja |
| – rekord świata \| – rekord krajowy \| – rekord życiowy \| = – wyrównany rekord życiowy \| · – najlepszy wynik w sezonie \| = – wyrównany najlepszy wynik w sezonie \| – rekord olimpijski |
| Fn – falstart \| DNF – nie ukończył \| DNS – nie wystartował \| DSQ – zdyskwalifikowany |

### Eliminacje
Rozegrano sześć biegów eliminacyjnych. Do półfinałów awansowało po dwóch najlepszych zawodników z każdego biegu (Q).

#### Bieg 1
| Poz. | Zawodnik         | Narodowość        | Rezultat | Uwagi |
| ---- | ---------------- | ----------------- | -------- | ----- |
| 1    | Harrison Dillard | Stany Zjednoczone | 13,9     | Q, =  |
| 2    | Siergiej Popow   | ZSRR              | 14,8     | Q     |
| 3    | Olivier Bernard  | Szwajcaria        | 15,1     |       |
| 4    | Erdal Barkay     | Turcja            | 15,2     |       |
| 5    | Edmundo Ohaco    | Chile             | 15,4     |       |
| 6    | Olli Alho        | Finlandia         | 15,4     |       |

#### Bieg 2
| Poz. | Zawodnik            | Narodowość       | Rezultat | Uwagi |
| ---- | ------------------- | ---------------- | -------- | ----- |
| 1    | Jewhen Bułanczyk    | ZSRR             | 14,4     | Q     |
| 2    | Edmond Roudnitska   | Francja          | 14,9     | Q     |
| 3    | Estanislao Kocourek | Argentyna        | 15,0     |       |
| 4    | Risto Syrjänen      | Finlandia        | 15,4     |       |
| 5    | Juan Lebrón         | Portoryko        | 15,4     |       |
| 6    | Fouad Yazgi         | Królestwo Egiptu | 16,1     |       |

#### Bieg 3
| Poz. | Zawodnik            | Narodowość        | Rezultat | Uwagi |
| ---- | ------------------- | ----------------- | -------- | ----- |
| 1    | Jack Davis          | Stany Zjednoczone | 14,0     | Q     |
| 2    | Stanko Lorger       | Jugosławia        | 14,8     | Q     |
| 3    | Samuel Anderson     | Kuba              | 15,1     |       |
| 4    | Wolfgang Troßbach   | Niemcy            | 15,1     |       |
| 5    | Teófilo Davis       | Wenezuela         | 15,7     |       |
| –    | Sebastián Junqueras | Hiszpania         | DNS      |       |

#### Bieg 4
| Poz. | Zawodnik        | Narodowość      | Rezultat | Uwagi |
| ---- | --------------- | --------------- | -------- | ----- |
| 1    | Ken Doubleday   | Australia       | 14,5     | Q     |
| 2    | Jack Parker     | Wielka Brytania | 14,8     | Q     |
| 3    | Gordon Crosby   | Kanada          | 14,8     |       |
| 4    | Téofilo Colón   | Portoryko       | 15,2     |       |
| –    | Michail Michail | Grecja          | DNS      |       |
| –    | Imre Retezar    | Węgry           | DNS      |       |

#### Bieg 5
| Poz. | Zawodnik        | Narodowość | Rezultat | Uwagi |
| ---- | --------------- | ---------- | -------- | ----- |
| 1    | Ray Weinberg    | Australia  | 14,4     | Q     |
| 2    | Väinö Suvivuo   | Finlandia  | 14,9     | Q     |
| 3    | Jörn Gevert     | Chile      | 15,2     |       |
| –    | Hakan Eper      | Turcja     | DNS      |       |
| –    | Wilson Carneiro | Brazylia   | DNS      |       |

#### Bieg 6
| Poz. | Zawodnik          | Narodowość        | Rezultat | Uwagi |
| ---- | ----------------- | ----------------- | -------- | ----- |
| 1    | Arthur Barnard    | Stany Zjednoczone | 14,4     | Q     |
| 2    | Peter Hildreth    | Wielka Brytania   | 14,7     | Q     |
| 3    | Michitaka Kinami  | Japonia           | 15,0     |       |
| 4    | Ingi Þorsteinsson | Islandia          | 15,6     |       |
| 5    | Jacques Dohen     | Francja           | 15,7     |       |
| 6    | Johny Fonck       | Luksemburg        | 16,1     |       |

### Półfinały
Rozegrano dwa biegi półfinałowe. Do finału awansowało po trzech najlepszych zawodników z każdego biegu.

#### Bieg 1
| Poz. | Zawodnik          | Narodowość        | Rezultat | Uwagi |
| ---- | ----------------- | ----------------- | -------- | ----- |
| 1    | Harrison Dillard  | Stany Zjednoczone | 14,0     | Q     |
| 2    | Arthur Barnard    | Stany Zjednoczone | 14,2     | Q     |
| 3    | Ken Doubleday     | Australia         | 14,5     | Q     |
| 4    | Siergiej Popow    | ZSRR              | 14,7     |       |
| 5    | Edmond Roudnitska | Francja           | 14,9     |       |
| 6    | Peter Hildreth    | Wielka Brytania   | 14,9     |       |

#### Bieg 2
| Poz. | Zawodnik         | Narodowość        | Rezultat | Uwagi |
| ---- | ---------------- | ----------------- | -------- | ----- |
| 1    | Jack Davis       | Stany Zjednoczone | 14,4     | Q     |
| 2    | Jewhen Bułanczyk | ZSRR              | 14,5     | Q     |
| 3    | Ray Weinberg     | Australia         | 14,6     | Q     |
| 4    | Stanko Lorger    | Jugosławia        | 14,9     |       |
| 5    | Väinö Suvivuo    | Finlandia         | 14,9     |       |
| 6    | Jack Parker      | Wielka Brytania   | 15,0     |       |

### Finał
| Poz. | Zawodnik         | Narodowość        | Rezultat | Uwagi |
| ---- | ---------------- | ----------------- | -------- | ----- |
| 1    | Harrison Dillard | Stany Zjednoczone | 13,7     | [ 1 ] |
| 2    | Jack Davis       | Stany Zjednoczone | 13,7     | =     |
| 3    | Arthur Barnard   | Stany Zjednoczone | 14,1     |       |
| 4    | Jewhen Bułanczyk | ZSRR              | 14,5     |       |
| 5    | Ken Doubleday    | Australia         | 14,7     |       |
| 6    | Ray Weinberg     | Australia         | 14,8     |       |